# Lām
Lām (‏ل‎) – dwudziesta trzecia litera alfabetu arabskiego. Używana jest do oznaczenia dźwięku /l/, tj. spółgłoski bocznej dziąsłowej dźwięcznej. Pochodzi od fenickiej litery lamed (𐤋).
W języku polskim litera lām jest transkrybowana za pomocą litery L.
W arabskim systemie liczbowym literze lām odpowiada liczba 30.

## Postacie litery
| Postać: | izolowana | końcowa | środkowa | początkowa |
| ------- | --------- | ------- | -------- | ---------- |
| Wygląd: | ل‬         | ـل‬      | ـلـ‬      | لـ‬         |

## Kodowanie
| Znak                   | ل                 | ل                 |
| ---------------------- | ----------------- | ----------------- |
| Nazwa w Unikodzie      | Arabic Letter Lam | Arabic Letter Lam |
| Kodowanie              | dziesiątkowo      | szesnastkowo      |
| Unicode                | 1604              | U+0644            |
| UTF-8                  | 217 132           | d9 84             |
| Odwołania znakowe SGML | &#1604;           | &#x0644;          |